# Ademar León/Statistik
Dies ist ein Unterartikel zu Ademar León und enthält Statistiken und Kader zu diesem spanischen Handballverein.

Vereinsemblem von Ademar León

## Spielzeiten

### 2025/2026
Die Saison 2025/2026 der 1. Liga beginnt im Sommer 2025.
Durch das Erreichen des Halbfinals der Copa del Rey erhielt Ademar León ein Startrecht in der European League 2025/2026.
Team:
- Tor: Saeid Barkhordari,[3] Alvaro Perez, Marcos García Peñacoba
- Außen: Darío Sanz de Nicolás,[4] Sergio Sánchez Vidán, Gonzalo Pérez,[5] Álvaro Duarte Zapico
- Rückraum: Samuel Saiz,[6] Oscar Lindqvist, Álex Lodos,[7] Aitor Domingo Albizu Uriguen,[8] Javier Miñambres,[9] Adrián Fernández,[10] Rodrigo Pérez Arce, Patryk Wasiak, Eduardo Fernández Álvarez
- Kreis: Rubén Rozada Doval, Alberto Martín,[11] Rodrigo Benites Quost
- Trainer: Daniel Gordo
- Zugänge: Aitor Domingo Albizu Uriguen (Helvetia Anaitasuna),[12] Gonzalo Pérez (SG BBM Bietigheim), Samuel Saiz (Tubos Aranda Villa de Aranda)
- Abgänge: Mohamed Marwan Hatem Nabil Hussein (al Ahly SC)[13] Carlos Álvarez (Sporting Lissabon), Ivan Popović (BM Logroño La Rioja)

### 2024/2025
In der Spielzeit 2024/2025 der 1. Liga belegte Ademar León den 6. Platz mit 37 Punkten aus 15 Siegen und sieben Unentschieden bei acht Niederlagen. Das Torverhältnis betrug 857:848.
In der Copa del Rey verlor Ademar León im Finale gegen den FC Barcelona (25:34).
- Tor: Saeid Barkhordari (30 Spiele, 247 Paraden),[3] Alvaro Perez, Marcos García Peñacoba
- Außen: Carlos Álvarez (30 Spiele, 178 Tore),[15] Darío Sanz de Nicolás (30 Spiele, 105 Tore), Sergio Sánchez Vidán, Álvaro Duarte Zapico, Raúl García Llamazares,
- Rückraum: Mohamed Marwan Hatem Nabil Hussein, Oscar Lindqvist, Javier Miñambres (30 Spiele, 26 Tore),[9] Patryk Wasiak, Adrián Fernández (26 Spiele, 27 Tore),[10] Rodrigo Pérez Arce, Álex Lodos (14 Spiele, 22 Tore)[7] Álvaro Fernández Álvarez, Eduardo Fernández Álvarez
- Kreis: Ivan Popović (4 Spiele, ein Tor),[16] Rubén Rozada Doval, Alberto Martín (27 Spiele, 32 Tore),[11] Rodrigo Benites Quost
- Trainer: Daniel Gordo
- Zugänge: Eduard Fernández Roura (BM Anaitasuna), Adrián Fernández (Bathco BM. Torrelavega), Álex Díaz (BM Los Dólmenes), Oscar Lindqvist (HK Aranäs), Mohamed Marwan Hatem Nabil Hussein (al Ahly SC, Leihe)[13]
- Abgänge: Marko Milosavljević (HBC Nantes), Adrián Casqueiro López (Pays d’Aix UC), Juan Castro Álvarez (Kadetten Schaffhausen), Guilherme Borges Santista (Istres Provence Handball)

### 2023/2024
In der Saison 2023/2024 der 1. Liga kam der Verein auf den 5. Platz mit 34 Punkten aus 14 Siegen und sechs Unentschieden bei zehn Niederlagen und mit einem Torverhältnis von 964:906. Die Heimspiele des Vereins in der Liga wurden von durchschnittlich 1.855 Zuschauern besucht.
In der Copa del Rey schied Ademar León in der 3. Runde gegen Frigoríficos del Morrazo aus (26:29).
Marko Milosavljević spielte mit der serbischen Nationalmannschaft bei der Europameisterschaft 2024.
- Tor: Kilian Ramirez, Alvaro Perez, Saeid Barkhordari (29 Spiele, 245 Paraden, ein Tor)[3]
- Außen: Adrián Casqueiro, Darío Sanz de Nicolás (30 Spiele, 38 Tore)[4], Carlos Álvarez (30 Spiele, 198 Tore),[15] Álvaro Duarte Zapico, Adelino Anderson Pestana, Sam Hoddersen, Samuel Saiz (12 Spiele, 4 Tore)[6]
- Rückraum: Miguel Oliveira, Álex Lodos (9 Spiele, 37 Tore),[7] Marko Katic (ohne Einsatz), Marko Milosavljević (14 Spiele, 50 Tore)[18], Juan Castro, Patryk Wasiak, Rodrigo Pérez Arce, Javier Miñambres (30 Spiele, 29 Tore),[9]
- Kreis: Alberto Martín (30 Spiele, 48 Tore),[11] Ivan Popović (25 Spiele, 6 Tore),[16] Guilherme Borges Santista
- Trainer: Daniel Gordo
- Zugänge: Kilian Ramírez (Club Cisne),[19] Álvaro Pérez (Trops Málaga),[20] Ivan Popović (Bathco BM Torrelavega),[21] Alberto Martín,[22] Carlos Álvarez Domínguez (Club Cisne BM), Marko Katic (SG Handball Westwien), Patryk Wasiak (SMS ZPRP Kielce), Alvaro Perez (BM Ciudad de Málaga), Miguel Oliveira (FC Gaia), Adelino Anderson Pestana (FC Porto)[23], Rodrigo Pérez Arce (JS Cherbourg)[24], Álex Lodos (Viveros Herol Balonmano Nava), Sam Hoddersen (HSG Rodgau Nieder-Roden)
- Abgänge: Panagiotis Papantonopoulos (Olympiacos), Theodoros Boskos (Ángel Ximénez Puente Genil), Žanas Virbauskas (CSM Bacau), Deividas Virbauskas (KS Azoty-Puławy), Jinyoung Kim (Militärdienst in Korea),[25] Antonio Martínez (FC Porto), Tiago Sousa (Ángel Ximénez Puente Genil)[26] und David Fernández (FC Porto)[27] und Marko Katic (Oktober 2023)[28] verließen den Verein. Marko Milosavljević (Januar 2024, HBC Nantes)

### 2022/2023
Die Saison 2022/2023 in der 1. Liga beendete der Verein auf dem 7. Platz mit 35 Punkten aus 14 Siegen und vier Unentschieden bei zwölf Niederlagen und einem Torverhältnis von 996:993. Die Heimspiele in der Liga Asobal wurden von insgesamt 37.702 Zuschauern besucht, das war eine Steigerung von 45 Prozent und die höchste Zuschauerzahl der Liga. (Durchschnitt: 2.513)
In der Copa del Rey verlor der Verein im Halbfinale gegen FC Barcelona (30:39). Auch in der Copa Asobal unterlag der Verein dem FC Barcelona, hier im Finale (21:39).
- Tor: Saeid Barkhordari (25 Spiele, 2 Tore)[3], Panagiotis Papantonopoulos (28 Spiele, 1 Tor)[30], Adrián Rábano (2 Spiele, 0 Tore)[31], Carlos Honrado Cristobalena (5 Spiele, 0 Tore)[32], Milan Bomaštar
- Außen: Adrián Casqueiro (25 Spiele, 39 Tore)[33], Darío Sanz de Nicolás (30 Spiele, 47 Tore)[4], Álvaro Duarte Zapico (29 Spiele, 24 Tore)[34], Antonio Martínez (30 Spiele, 187 Tore),[35] Samuel Saiz (6 Spiele, kein Tor)[6]
- Rückraum: Marko Milosavljević (26 Spiele, 85 Tore)[18], Theodoros Boskos (21 Tore, 69 Tore)[36], Juan Castro (28 Spiele, 150 Tore)[37], Žanas Virbauskas (20 Spiele, 27 Tore)[38], Deividas Virbauskas (30 Spiele, 83 Tore)[39], Kim Jin-Young (24 Spiele, 24 Tore)[40], David Fernández (29 Spiele, 120 Tore)[41], Javier Miñambres (18 Spiele, 3 Tore)[42], Stjepan Jozinović[43], Víctor Fernández
- Kreis: Tiago Sousa (30 Spiele, 35 Tore)[44], Guilherme Borges Santista (30 Spiele, 101 Tore)[45]
- Trainer: Manuel Cadenas
- Zugänge: Juan Castro (Cavigal Nice), Álvaro Duarte Zapico (BM Ciudad de Málaga), Tiago Sousa (Artistica Avanca), David Fernández (Wisła Płock, Leihe)
- Abgänge: Gonzalo Pérez (Wisła Płock), Jaime Fernández (HSG Nordhorn-Lingen), Aidenas Malašinskas (MT Melsungen), Leandro Semedo (Benfica Lissabon), Álex Lodos (Viveros Herol Balonmano Nava), Dragan Šoljić (TM Benidorm), Nikolaos Liapis (AEK Athen), Milan Bomaštar (September 2022, IFK Skövde HK), Stjepan Jozinović (Januar 2023, Blendio Sinfín)[46]

### 2021/2022
In der Saison 2021/2022 der 1. Liga belegte Ademar am Ende den 7. Platz mit 30 Punkten aus 14 Siegen und zwei Unentschieden bei 14 Niederlagen, das Torverhältnis betrug 939:945. Die Heimspiele in der Liga Asobal wurden von insgesamt 25.827 Zuschauern besucht.
In der Copa del Rey verlor der Verein im Viertelfinale gegen Frigoríficos del Morrazo Cangas (32:33).
- Tor: Saeid Barkhordari (17 Spiele, 0 Tore)[3], Panagiotis Papantonopoulos (30 Spiele, 0 Tore)[30], Carlos Honrado Cristobalena (9 Spiele, 0 Tore)[32], Milan Bomaštar (30 Spiele, 9 Tore)[47]
- Außen: Adrián Casqueiro (30 Spiele, 56 Tore)[33], Antonio Martínez (21 Spiele, 26 Tore)[35], Darío Sanz de Nicolás, Jaime Fernández, Gonzalo Pérez (30 Spiele, 200 Tore)[5]
- Rückraum: Marko Milosavljević (25 Spiele, 79 Tore)[18], Theodoros Boskos (28 Tore, 70 Tore)[36], Žanas Virbauskas (30 Spiele, 97 Tore)[38], Deividas Virbauskas (9 Spiele, 6 Tore)[39], Kim Jin-Young (22 Spiele, 41 Tore)[40], David Fernández (18 Spiele, 93 Tore)[41], Stjepan Jozinović (11 Spiele, 19 Tore)[43], Álex Lodos (22 Spiele, 4 Tore),[48] Leandro Semedo, Aidenas Malašinskas
- Kreis: Nikolaos Liapis, Guilherme Borges Santista (30 Spiele, 108 Tore)[45], Dragan Šoljić (30 Spiele, 8 Tore)[49]
- Trainer:
- Zugänge: Darío Sanz de Nicolás, Panagiotis Papantonopoulos (Diomidis Argos), Saeid Barkhordari (Al Arabi), Marko Milosavljević (RK Železničar Niš), Theodoros Boskos (Diomidis Argos), Žanas Virbauskas (Dragunas Klaipeda), Guilherme Borges Santista (Taubaté Handebol), Milan Bomaštar (Metaloplastika Šabac), Stjepan Jozinović (Ademar León), Nikolaos Liapis (PAOK Saloniki), Kim Jin-Young (Oktober 2021, Kyunghee University), Deividas Virbauskas (März 2022, HK Taganrog-SFEDU)
- Abgänge: